# Hive (igra)
Hive je društvena igra za dva igrača, za koju ne postoji tabla i nema postavljanja same igre, već se igra sastoji od sklapanja i nastavljanja nizova pločica koje predstavljaju razne insekte, od kojih svaki insekt ima drugačije sposobnosti.
Sastoji se od dvadeset i dva komada, jedanaest crnih i jedanaest belih, koji podsećaju na različite insekte koji imaju jedinstven način kretanja.
Bez podešavanja, igra počinje kada se prvi deo odigra. Kako se sledeći komadi postavljaju, to formira obrazac koji postaje površina za igru, tj. sami komadi postaju tabla.
Za razliku od drugih takvih igara, delovi se nikada ne eliminišu i ne moraju svi da se igraju.
Igra sadrži 22. pločice, po 11 pločica po igraču, gde svaka pločicatj. insekt ima drugačije kretanje, što je po metodi igre najsličnije šahu, a set sadrži sledeće insekte:
- Pčela matica (1 pločica) - ima najviše ograničenja u kretanju, može da se pomera samo za po jedno polje.
- Jelenak (2 pločice) - isto kao i pčela može se kretati po jedno polje, ali se on može popeti na druge protivničke pločice i tako onemogućiti njihovo kretanje dok god se tu nalazi.
- Pauk (2 pločice) - se kreće tri polja što kasnije kad je tabla veća može predstavljati restrikciju zbog kretanja, ali u početku igre dobar je za brze napade dok je tabla još mala.
- Skakavac (3 pločice) - je skakaća figura koja se kreće tako što preskače ostale pločice i može da skače samo u smeru u kome je okrenut, ne i u ostalim smerovima. Može brzo da se kreće po tabli.
- Mrav (3 pločice) - može da se kreće samo spoljašnjom stranom table(košnice) i može da se kreće neograničen broj polja i njegova uloga je bitna zbog toga što može da se kreće bilo gde što je značajno prilikom zaropbljavanja, ili oslovađanja neke pločice.[2]

Igra se završava kada pčela matica bude zarobljena sa svih šest stana od strane drugog igrača i onemogući joj se kretanje.

## Spoljašnje veze
Zvanični sajt